# Vincenzo Viola
Vincenzo Viola (Cammarata, 16 novembre 1950) è un politico italiano, esponente del Patto Segni e già parlamentare europeo.

## Biografia
Laureato in giurisprudenza con lode, dopo aver vinto un pubblico concorso, dal 1976 svolge la carriera di funzionario parlamentare all'Assemblea regionale siciliana, che lascia, nel 1994, con il ruolo di vice direttore del Servizio studi legislativi e capo dell'Ufficio del bilancio.
Guida nel 1993 in Sicilia il movimento referendario di Mario Segni. Viene quindi candidato alle elezioni europee del 1994 nelle liste del Patto Segni, moderato e europeista, ottenendo 19.000 voti con la mono preferenza nella circoscrizione insulare e subentra come deputato al Parlamento europeo nel settembre 1995. A Strasburgo è stato coordinatore del gruppo del PPE per le relazioni euro-mediterranee, promotore di una politica dell'UE dedicata alle regioni insulari, correlatore per il bilancio dell'UE nel 1999, membro della Commissione per i bilanci, della Delegazione per le relazioni con i paesi del Magreb e l'Unione del Magreb arabo, della Commissione d'inchiesta sulla BSE (la cosiddetta mucca pazza), della Commissione per la politica regionale, dell'Assemblea paritetica della convenzione fra gli Stati dell'Africa, dei Caraibi e del Pacifico e l'Unione europea (ACP-UE). Non si ricandida alle successive elezioni europee del 1999.
Nel 2001 diviene consigliere d'amministrazione del Banco di Sicilia, nominato dal presidente della Regione, in quota Alleanza Nazionale. Resta in carica fino al 2008.